# Шариков, Сергей Александрович
Серге́й Алекса́ндрович Ша́риков (18 июня 1974, Москва — 6 июня 2015, Тарусский район, Калужская область) — российский фехтовальщик на саблях, двукратный олимпийский чемпион 1996 и 2000 годов в командном первенстве, многократный чемпион мира, Европы и России. Заслуженный мастер спорта России (1996).

## Биография
В сборную команду России вошёл в 1994 году. Чемпион Олимпийских игр 1996 и 2000 годов в командном первенстве по фехтованию на саблях. Серебряный призёр Олимпиады 1996 в личном первенстве, бронзовый призёр Олимпиады 2004 в командном первенстве. Чемпион мира 2001, 2002 и 2003 годов в командных соревнованиях, серебряный призёр чемпионата мира 2001 в личном первенстве. Чемпион Европы 2000 в личных и командных соревнованиях, 2001 и 2002 — в командных. Победитель Всемирной Универсиады 2001 года в личном и командном первенстве. Чемпион России 2000 и 2003 в командном первенстве.
Окончил РГУФК и Дипломатическую академию.
Член исполкома Федерации фехтования России. Советник президента ФФР. С 2006 года — старший тренер сборной команды России по резерву.
6 июня 2015 года погиб в автокатастрофе в Тарусском районе Калужской области на 59-м километре автодороги Калуга—Серпухов, выехав на квадроцикле на полосу встречного движения в состоянии алкогольного опьянения (2,2 промилле).
Похороны прошли 10 июня на Черневском кладбище Москвы.
Включён в Международный еврейский спортивный зал славы.

## Награды
- Орден Почёта (19 апреля 2001 года) — за большой вклад в развитие физической культуры и спорта, высокие спортивные достижения на Играх XXVII Олимпиады 2000 года в Сиднее[3]
- Орден Дружбы (6 января 1997 года) — за заслуги перед государством и высокие спортивные достижения на XXVI летних Олимпийских играх 1996 года[4]
- Медаль ордена «За заслуги перед Отечеством» II степени (24 августа 2005 года) — за большой вклад в развитие физической культуры и спорта, высокие спортивные достижения на Играх XXVIII Олимпиады 2004 года в Афинах[5]